# Saint-Gerlac
Saint-Gerlac (en néerlandais et limbourgeois : Sint Gerlach ou Sint-Gerlach) est un hameau néerlandais d'environ 170 habitants (2005) dans la commune de Fauquemont-sur-Gueule, dans la province du Limbourg néerlandais.

## Histoire
Saint-Gerlac est un hameau du village de Houthem, dont c'est le noyau historique, voire le centre actuel. Au XIIe vivait ici l'ermite Gerlac de Houthem, mort vers 1164. Rapidement, les pèlerins affluèrent vers Houthem pour adorer sa tombe, et à la fin du siècle, l'ordre des Prémontrés y fonda un monastère. Au XIXe siècle, ce monastère a été transformé en château, le château Saint-Gerlac.
Le centre de Sint-Gerlach héberge plusieurs vieilles fermes carrées du XVIIIe. Sint-Gerlach possède une gare (Gare de Houthem-Sint-Gerlach).
Jusqu'en 1940, Sint-Gerlach faisait partie de la commune de Houthem.

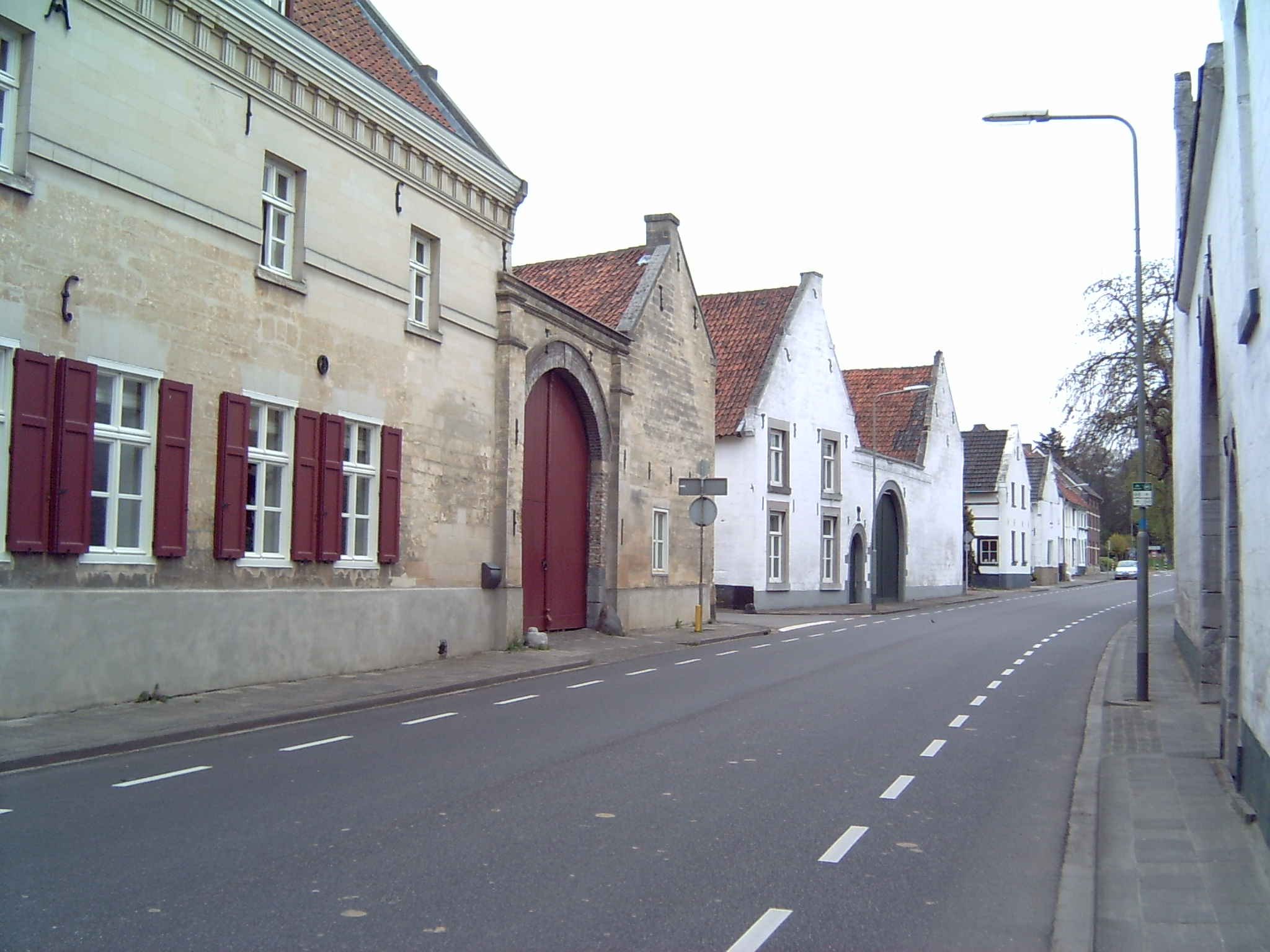
Fermes historiques et protégées, le long de la route principale.
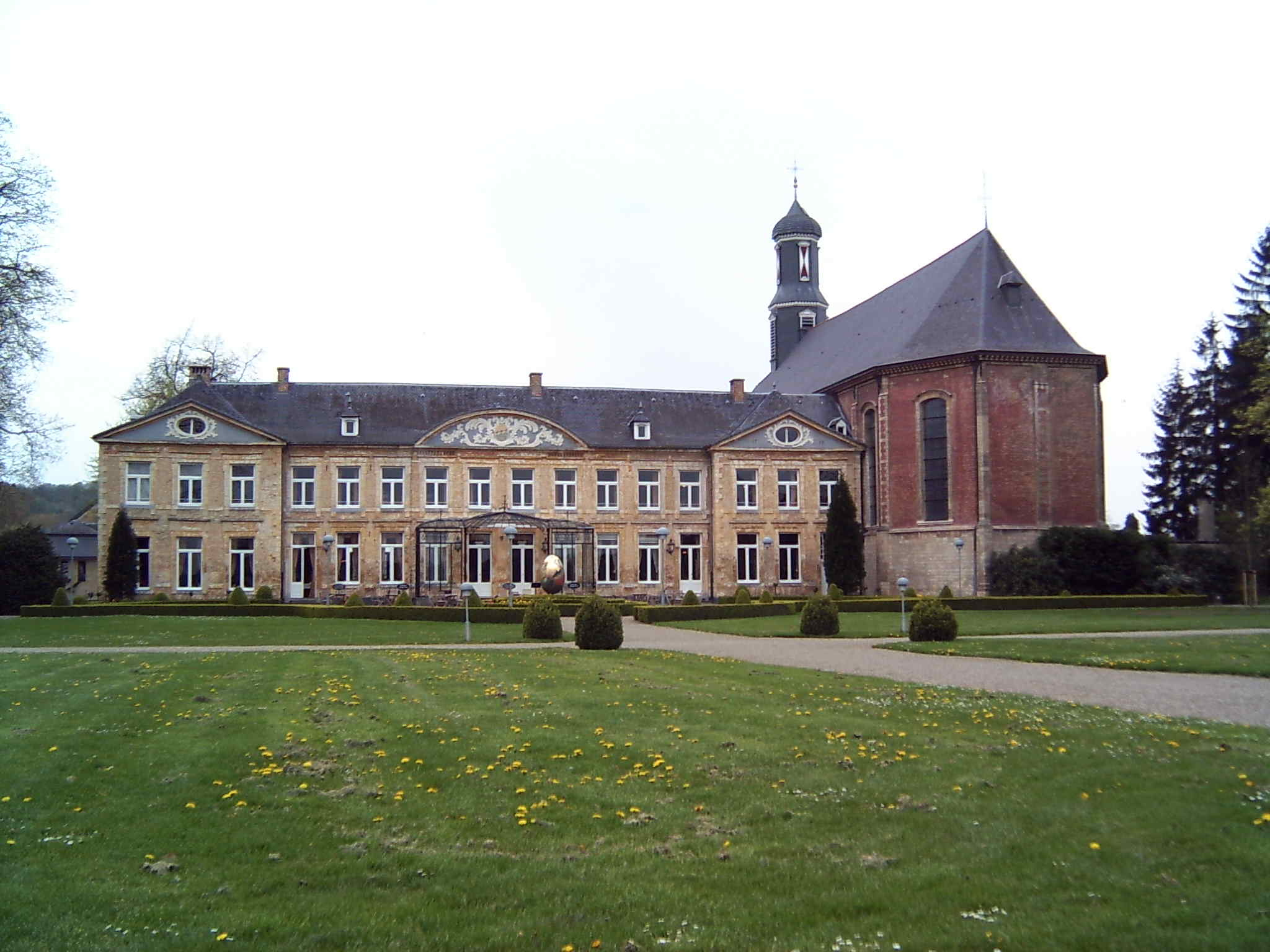
Le château et l'église de Saint-Gerlac.